# Thalau (Ebersburg)
Thalau ist ein Ortsteil von Ebersburg im osthessischen Landkreis Fulda.

## Geographie
Thalau mit seinen Ortsteilen Altenhof und Stellberg liegt am Fuße der Hohen Kammer mit dem Schluppwald. Eingebettet ist der Ort in eine sanfte Mulde zwischen dem Fuldatal und dem Döllautal. Er ist umgeben von kleineren Bergkuppen, die einen Blick auf die Berge der Rhön bieten. Weitere Siedlungsplätze in der Gemarkung sind Frauenholz (Gehöftgruppe) und Hühnerkropf (Gehöftgruppe).
Darüber hinaus sind die Wälder und Wiesen rings um Thalau reich an Naturschönheiten. Als Besonderheit in der Pflanzenwelt wachsen im Frühjahr an versteckten Standorten der Seidelbast und im Sommer seltene Knabenkräuter. Während die Felder und Wiesen der „Talaue“ auf einer nährstoffreichen Lößlehmdecke liegen, zeichnen sich die artenreichen Mischwälder, die sich auf dem Buntsandstein gebildet haben, im Spätsommer durch einen großen Pilz- und Beerenreichtum aus.
Klimatisch ist Thalau durch seine Lage zwischen zwei Tälern begünstigt. Mit einer mittleren Jahrestemperatur von 8 Grad Celsius liegt Thalau, ähnlich dem Fuldaer Becken, in einer der mildesten Klimazonen Osthessens. Seit 1975 ist das Dorf „staatlich anerkannter Erholungsort“.

## Geschichte

### Ortsgeschichte
Thalau wurde, soweit bekannt, am 13. Juni 1273 erstmals urkundlich erwähnt. Für diese Ersterwähnung liegt eine Originalurkunde vor, die unter den Urkunden des Klosters Blankenau im Hessischen Staatsarchiv in Marburg aufbewahrt wird.
Nach ihrem Wortlaut verzichtet Giso von Steinau mit Einwilligung seiner Frau und Erben auf jedes Klagerecht an den vormals von Albert von Erthal besessenen Gütern in Treisbach zugunsten des Klosters Blankenau. Unter den Urkundenzeugen wird Cunradus de Talowe genannt. Der Familienname Talowe weist aus den früher „Talowe“ geschriebenen Ort hin, in dem es damals ein Ministerialen-Geschlecht gegeben haben muss, das als Vertreter seines Dorfes bei den Fuldaer Äbten den Reiterdienst auf deren Hof- und Heerfahrten versah.
Viele Jahrzehnte herrschten die Herren von Ebersberg in Thalau, wo sie große Ländereien besaßen. Später gehörte Thalau bis 1802 zum Fuldischen Amt Weyhers, dann bis zum Jahre 1866 nach Bayern.
1577 gab es in Thalau 25 Haushaltungen. Im Jahre 1633 bei der Besitzergreifung Fuldas durch den hessischen Landgrafen Wilhelm V. zählte das Dorf 49 Haushaltungen. Heute zählt die Bevölkerung Thalaus etwa 1100 Einwohner.
Zur Ortslage Altenhof gehört der Weiler Sybillenhof. Der Hof war einst im Besitz der Fuldaer Propstei Michaelsberg und ging durch Erbkauf 1789 in Privatbesitz über. Gleichzeitig wurde auf Bitten des neuen Besitzers Johann Leipold zu Altenhof, diesem gestattet, eine „Wirtschaft“ in seiner Behausung einzurichten. Nachfahre Kaspar Leibold verkaufte 1853 seine „Gastwirthschafts-Gerechtigkeit“ an den einheimischen Bauern Anton Storch für 500 Gulden. Fünf Jahre später erhielt Storch die Erlaubnis zum Brennen von Branntwein. In der folgenden Zeit entwickelte sich der Gasthof mit „Bierbrauerei, Schnapsbrennerei und Kegelbahn“ gut und war trotz seiner abgelegenen Lage bald weithin bekannt und gern besucht.
Hessische Gebietsreform (1970–1977)
Zum 31. Dezember 1971 wurde die bis dahin selbstständige Gemeinde Thalau im Zuge der Gebietsreform auf freiwilliger Basis in die neue Gemeinde Ebersburg eingegliedert. Für Ried wurde wie für die übrigen eingegliederten Gemeinden ein Ortsbezirk gebildet.

### Verwaltungsgeschichte im Überblick
Die folgende Liste zeigt die Staaten und Verwaltungseinheiten, denen Thalau angehört(e):
- vor 1803: Heiliges Römisches Reich, Fürstabtei Fulda, Amt Weyhers
- 1803–1806: Heiliges Römisches Reich, Fürstentum Nassau-Oranien-Fulda, Fürstentum Fulda,[Anm. 2] Amt Weyhers
- 1806–1810: Kaiserreich Frankreich,[Anm. 3] Fürstentum Fulda (Militärverwaltung)
- 1810–1813: Großherzogtum Frankfurt, Departement Fulda, Distrikt Weyhers
- ab 1814: Königreich Bayern, Landgerichtsbezirk Weyhers
- ab 1816: Königreich Bayern,[Anm. 4] Untermainkreis, Landgerichtsbezirk Weyhers
- ab 1838: Königreich Bayern, Kreis Unterfranken und Aschaffenburg, Landgerichtsbezirk Weyhers
- ab 1843: Königreich Bayern, Regierungsbezirk Unterfranken und Aschaffenburg
- ab 1862: Königreich Bayern, Regierungsbezirk Unterfranken, Bezirksamt Gersfeld[Anm. 5]
- ab 1866: Norddeutscher Bund, Königreich Preußen,[Anm. 6] Provinz Hessen-Nassau, Regierungsbezirk Kassel, Kreis Gersfeld
- ab 1871: Deutsches Reich, Königreich Preußen, Provinz Hessen-Nassau, Regierungsbezirk Kassel, Kreis Gersfeld
- ab 1918: Deutsches Reich, Freistaat Preußen, Provinz Hessen-Nassau, Regierungsbezirk Kassel, Kreis Gersfeld
- ab 1932: Deutsches Reich, Freistaat Preußen, Provinz Hessen-Nassau, Regierungsbezirk Kassel, Landkreis Fulda
- ab 1944: Deutsches Reich, Freistaat Preußen, Provinz Kurhessen, Landkreis Fulda
- ab 1945: Amerikanische Besatzungszone,[Anm. 7] Groß-Hessen, Regierungsbezirk Kassel, Landkreis Fulda
- ab 1946: Amerikanische Besatzungszone, Hessen, Regierungsbezirk Kassel, Landkreis Fulda
- ab 1949: Bundesrepublik Deutschland, Hessen, Regierungsbezirk Kassel, Landkreis Fulda
- ab 1972: Bundesrepublik Deutschland, Hessen, Regierungsbezirk Kassel, Landkreis Fulda, Stadt Gersfeld

## Bevölkerung

### Einwohnerentwicklung
- 1812: 42 Feuerstellen, 376 Seelen[1]

| Thalau: Einwohnerzahlen von 1812 bis 2019 | Thalau: Einwohnerzahlen von 1812 bis 2019 | Thalau: Einwohnerzahlen von 1812 bis 2019 | Thalau: Einwohnerzahlen von 1812 bis 2019 | Thalau: Einwohnerzahlen von 1812 bis 2019 |
| --- | ----------------------------------------- | ----------------------------------------- | ----------------------------------------- | ----------------------------------------- |
| Jahr |                                           |                                           |                                           | Einwohner                                 |
| 1812 | 1812                                      |                                           | 376                                       | 376                                       |
| 1834 | 1834                                      |                                           | 620                                       | 620                                       |
| 1840 | 1840                                      |                                           | 604                                       | 604                                       |
| 1846 | 1846                                      |                                           | 588                                       | 588                                       |
| 1852 | 1852                                      |                                           | 571                                       | 571                                       |
| 1858 | 1858                                      |                                           | 554                                       | 554                                       |
| 1864 | 1864                                      |                                           | 550                                       | 550                                       |
| 1871 | 1871                                      |                                           | 529                                       | 529                                       |
| 1875 | 1875                                      |                                           | 526                                       | 526                                       |
| 1885 | 1885                                      |                                           | 489                                       | 489                                       |
| 1895 | 1895                                      |                                           | 447                                       | 447                                       |
| 1905 | 1905                                      |                                           | 437                                       | 437                                       |
| 1910 | 1910                                      |                                           | 454                                       | 454                                       |
| 1925 | 1925                                      |                                           | 469                                       | 469                                       |
| 1939 | 1939                                      |                                           | 476                                       | 476                                       |
| 1946 | 1946                                      |                                           | 646                                       | 646                                       |
| 1950 | 1950                                      |                                           | 651                                       | 651                                       |
| 1956 | 1956                                      |                                           | 603                                       | 603                                       |
| 1961 | 1961                                      |                                           | 604                                       | 604                                       |
| 1967 | 1967                                      |                                           | 572                                       | 572                                       |
| 1970 | 1970                                      |                                           | 943                                       | 943                                       |
| 1980 | 1980                                      |                                           | ?                                         | ?                                         |
| 1990 | 1990                                      |                                           | ?                                         | ?                                         |
| 2002 | 2002                                      |                                           | 1.218                                     | 1.218                                     |
| 2007 | 2007                                      |                                           | 1.249                                     | 1.249                                     |
| 2011 | 2011                                      |                                           | 1.227                                     | 1.227                                     |
| 2013 | 2013                                      |                                           | 1.231                                     | 1.231                                     |
| 2019 | 2019                                      |                                           | 1.261                                     | 1.261                                     |
| Datenquelle: Historisches Gemeindeverzeichnis für Hessen: Die Bevölkerung der Gemeinden 1834 bis 1967. Wiesbaden: Hessisches Statistisches Landesamt, 1968. Weitere Quellen: bis 1970:; Nach 1970 Gemeinde Eberburg:; Zensus 2011 |                                           |                                           |                                           |                                           |

### Einwohnerstruktur 2011
Nach den Erhebungen des Zensus 2011 lebten am Stichtag dem 9. Mai 2011 in Thalau 1227 Einwohner. Darunter waren 9 (0,7 %) Ausländer. Nach dem Lebensalter waren 243 Einwohner unter 18 Jahren, 558 zwischen 18 und 49, 234 zwischen 50 und 64 und 192 Einwohner waren älter. Die Einwohner lebten in 495 Haushalten. Davon waren 135 Singlehaushalte, 129 Paare ohne Kinder und 174 Paare mit Kindern, sowie 45 Alleinerziehende und 12 Wohngemeinschaften. In 87 Haushalten lebten ausschließlich Senioren und in 245 Haushaltungen lebten keine Senioren.

### Historische Religionszugehörigkeit
- 1885: 2 evangelische (= 0,41 %), 487 katholische (= 99,59 %) Einwohner[1]
- 1961: 15 evangelische (= 2,48 %), 584 katholische (= 96,69 %) Einwohner[1]

## Politik
Für Thalau besteht ein Ortsbezirk (Gebiete des Ortsteils Thalau) mit Ortsbeirat und Ortsvorsteher nach der Hessischen Gemeindeordnung. Der Ortsbeirat besteht aus fünf Mitgliedern. Bei den Kommunalwahlen in Hessen 2021 betrug die Wahlbeteiligung zum Ortsbeirat 60,76 %. Dabei wurfden gewählt: drei Mitglieder der CDU  und zwei Mitglieder der „Freien Wählergemeinschaft Ebersburg“ (FWG). Der Ortsbeirat wählte Stefan Röhrig (CDU) zum Ortsvorsteher.

## Vereine
In Thalau bestehen 17 Vereine. Die letzte große gemeinsame Aktivität war die 725-Jahr-Feier. Pflege und Erhalt der Natur, Pflege des Gesangs, musische Bildung, kulturelle Betätigung, körperliche Ertüchtigung sind Schwerpunkte, die sich die Vereine zu ihren Hauptaufgaben gemacht haben. Besondere Erwähnung verdienen hierbei ausgeschilderte Rundwanderwege mit einer Gesamtlänge von 160 Kilometern, die der Verkehrsverein angelegt hat und die Sportanlage des Fußballsportvereins mit neu angelegter Tribüne.

## Sehenswürdigkeiten

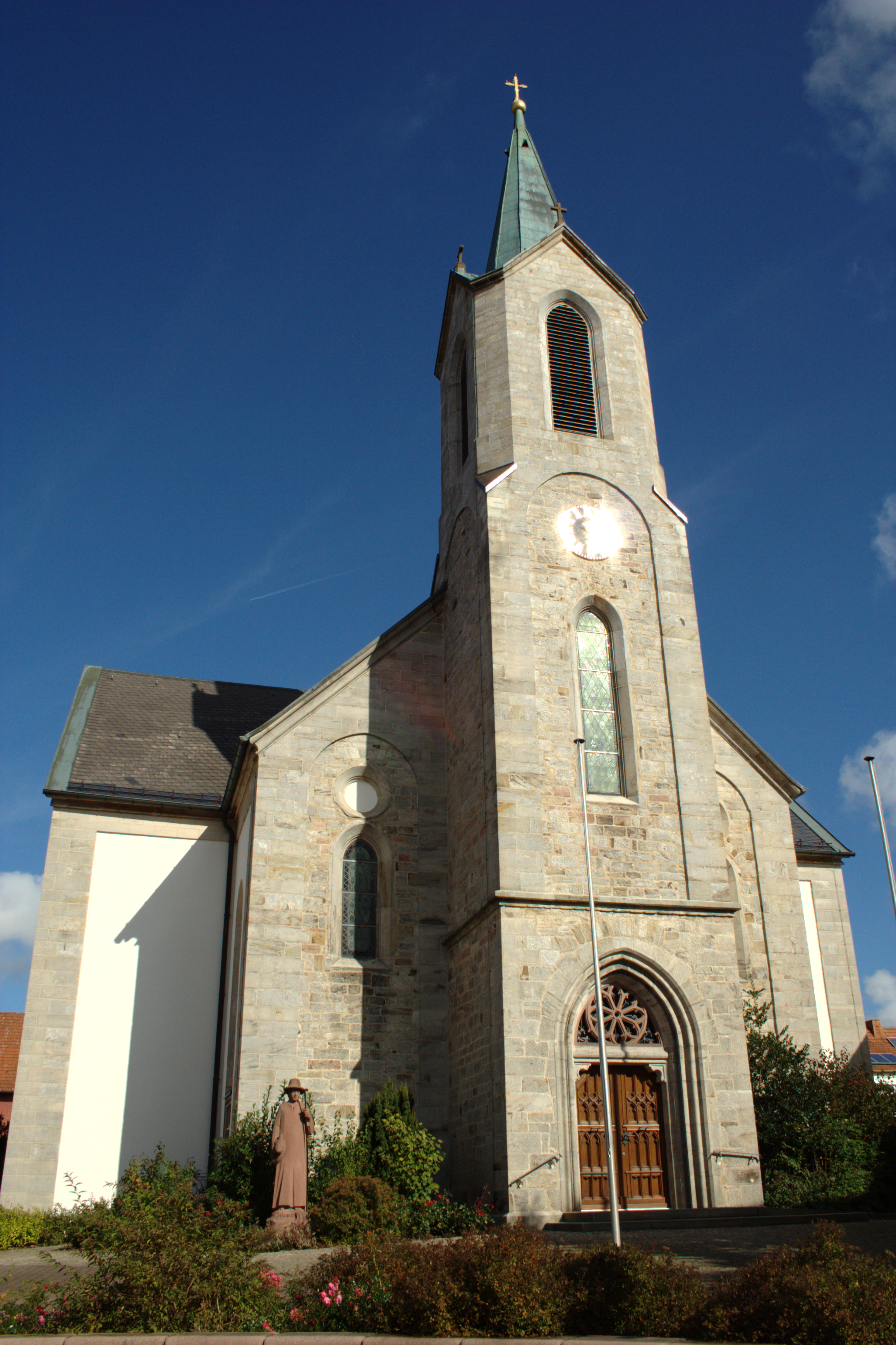
Die Kirche in Thalau

Zwei der ältesten Kunstwerke befinden sich in der Kirche in Thalau. Es sind ein Spätgotisches Vesperbild der Schmerzensmutter Maria aus dem 15. Jahrhundert und eine barocke Holzfigur des „Jesus auf der Wies'“ aus dem 16. Jahrhundert, welche eine Nachbildung des Gnadenbildes in der bekannten Wallfahrtskirche Wies bei Oberammergau ist.
Die wertvollsten Thalauer Kunstwerke sind vier barocke Holzplastiken, die ursprünglich in der berühmten Würzburger Marienkapelle standen und in der Zeit, als Thalau noch zum Königreich Bayern gehörte, in das Rhöndorf kamen, um die in den Jahren 1858 bis 1860 erbaute Kirche zu schmücken. Es sind farbige Holzfiguren des heiligen Johannes, des Johannes des Täufers, sowie des heiligen Bonifatius und des heiligen Kilian. Der Heilige Bonifatius hat eine eigene Geschichte, denn die Barockplastik war in ihrer Würzburger Zeit ursprünglich ein Heiliger Nikolaus, dem Patron der Mainschiffer. In der Rhön nahm man ihm kurzerhand die drei „Kugeln“ vom Evangelienbuch und steckte einen Dolch hinein, fertig war ein prächtiger „Bonifatius“.
In der Gegend stehen mehrere Bildstöcke, der älteste stammt aus dem Jahre 1712.

## Kultur
Der Carneval Club Thalau veranstaltet jedes Jahr mehrere Feste darunter zwei Fremdensitzungen und den Rosenmontagsumzug.
Das Café am Dales bietet ab und an kulturelle Veranstaltungen wie Konzertabende, Lesungen oder die im Sommer oft geöffnete Rhöner Spinnstube, in der Rhöner Brauchtum gepflegt wird.
Der Rhönklub-Zweigverein Thalau veranstaltet seit 1973 an jedem 2. Sonntag im Oktober eine Totengedenkfeier in der Wallfahrtskirche Maria-Ehrenberg.
Am ersten Wochenende im September lädt der Musikverein Rhönklang zu seinem Oktoberfest ein.
Alljährlich findet am Sonntag nach Allerheiligen die Kirmes statt. Die Kirmes wird durch den Burschenverein 1986 Thalau veranstaltet und durchgeführt. Dieser Verein besteht aus über 90 ausschließlich männlichen Bewohnern des Ortes Thalau.
Große Besucherzahlen aus der Region erfahren auch die „Erdäpfeltage“ und das Schlachtfest, das, neben sportlichen Attraktionen, mit allerlei markanten Köstlichkeiten aus der Gegend aufwartet.

## Sport
Der Fußballsportverein 1950 Thalau veranstaltet jedes Jahr an den Pfingsttagen sein Sportfest.

## Feuerwehr
Der älteste Verein ist die 1878 gegründete Freiwillige Feuerwehr Thalau e. V. Die Feuerwehr Thalau besteht aus dem Verein, der sich der Brauchtumspflege und dem Gemeinwohl verschrieben hat, und der Einsatzabteilung, die als öffentliche Einrichtung nicht dem Verein unterstellt ist, sondern dem vom Gemeindevorstand beauftragten Gemeindebrandinspektor. Rund um die Uhr versehen 40 Feuerwehrangehörige ihren Dienst ehrenamtlich und ohne Bezahlung.

## Persönlichkeiten

### Söhne und Töchter der Gemeinde
- Peter Karges (* 9. Oktober 1811 in Stellberg; † 28. Mai 1896 in Stellberg), Gutsbesitzer, Abgeordneter des Provinziallandtages der Provinz Hessen-Nassau
- Alois Josef Ruckert (* 13. Februar 1846 in Stellberg; † 17. November 1916 in Würzburg), Lehrer und Schriftsteller
- Karl Wahl (* 6. Juni 1869 in Thalau; † 18. April 1961 in Trier), Ingenieur
- Siegfried Weichlein (* 1960 in Thalau), deutscher Historiker
- Eva Placzek (* 1997 in Thalau), Hebamme und Vize-Miss Germany 2023

### Personen, die vor Ort gewirkt haben
- Wilm Hosenfeld (* 2. Mai 1895 in Mackenzell; † 13. August 1952 in Stalingrad), Lehrer in Thalau, Wehrmachtsoffizier